# Medische ethiek
Medische ethiek is een vakgebied binnen de filosofie en de geneeskunde waarin wordt nagedacht over een zo goed mogelijke uitvoering van de geneeskunde, en waarbij (het woord zegt het al) ethische vragen worden gesteld. 
Hoewel al in de eed van Hippocrates ethische richtlijnen voor artsen zijn opgenomen is de medische ethiek als vakgebied vooral begonnen in de jaren 60 van de twintigste eeuw, toen de voortschrijdende ontwikkeling van medische behandelwijzen en technieken leidde tot de vraag of alles wat mogelijk is, ook gewenst is. 
In de praktijk beslist een groep bevoegde personen, zetelend in een ethische commissie, over medisch-ethische kwesties. Elk ziekenhuis in België is verplicht een dergelijke onafhankelijk beslissende commissie te hebben.

Dergelijke groepen mensen oordelen of onderzoeken verantwoord zijn om uit te voeren, ze garanderen de patiëntenbelangen bij medische protocols, enzoverder.
Er zijn diverse hoogleraren medische ethiek in Nederland, waaronder H.M. Dupuis te Leiden, D.L. Willems (UvA) en E.van Leeuwen (VU) te Amsterdam, en J.J.M. van Delden te Utrecht. Ook in Rotterdam, Nijmegen en Leuven zijn leerstoelen.

## Filosofische benadering
De laatste vijftig jaar van de twintigste eeuw hebben enorme ontwikkelingen plaatsgevonden in de medische wetenschappen. Deze ontwikkeling, en de vergrijzing van de Nederlandse bevolking, hebben bijgedragen aan een verhoging van de kosten van medische zorg. De chronische aard van de ouderdomskwalen maken de kosten nog hoger. Moet de medische zorg gerantsoeneerd worden of moeten er prioriteiten worden gesteld? Verder zijn de technische mogelijkheden sterk veranderd in de afgelopen decennia en zijn woorden als 'kwaliteit van leven' en vragen als 'moet alles wat kan?' belangrijk geworden. Bekende ethici die eind jaren 60 voor een nieuwe benadering van deze problematiek kozen zijn Paul Sporken en Jan Hendrik van den Berg. 
Belangrijke thema's in de medische ethiek zijn naast schaarste, euthanasie (met vragen als 'wat is goed sterven?' en 'mag een arts meewerken aan het bewerkstelligen van een goede dood?'), abortus (met vragen als 'wanneer is er sprake van een levend wezen?' en 'hoever reikt de autonomie van een zwangere vrouw?'), orgaantransplantatieproblematiek (met vragen als 'wie beslist er na de dood?' en 'mag iemand die niet wil doneren wel organen ontvangen?') en ethische vragen rondom de mogelijkheden van de medische techniek. 

### Schaarste: een structureel probleem
Sommigen menen dat de schaarste in de medische zorg niet bestaat: verhoog het aandeel van het bnp van 8,5% tot 12% en de schaarste verdwijnt. Dit gaat enkel wel ten koste van gelden die in andere sectoren, zoals het huisvesting en onderwijs, besteed zouden kunnen worden. Goede behuizing en goed onderwijs dragen echter ook bij aan een goede gezondheid. 
Hoewel in de Verenigde Staten bijvoorbeeld meer dan 12% van het BNP aan gezondheidszorg wordt besteed, blijft de gemiddelde levensverwachting achter bij landen als Japan of Groot-Brittannië. Meer geld zal het schaarsteprobleem niet oplossen. Anderen zien de schaarste als een economisch probleem en wensen een efficiënter gebruik van de medische middelen. De verdere ontwikkeling van de medische technologie roept ook nieuwe behoeften op zodat de schaarste altijd actueel zal blijven. Een schaarste die voor de komende decennia is voorzien is bijvoorbeeld in geschoold personeel, dit is niet alleen met geld op te lossen.

### Prioritering, rantsoenering en selectie van patiënten
Op de vraag hoe de schaarse medische zorg verdeeld moet worden kan op drie wijzen beantwoord worden:
- Prioritering: Opstellen van een rangvolgorde van de medische behandelingen op basis van een van tevoren vastgesteld criterium. Behandelingen die het budget toelaten worden verstrekt, andere niet.
- Rantsoenering: Alle behandelingen worden verstrekt maar gelimiteerd aangeboden.
- Selectie van de patiënten: Medisch gefundeerde voorspellingen over het te verwachten succes van de behandeling. Bij schaarste kan geselecteerd worden op gezondheidsgedrag (verslaving, roken) of sociaal-culturele factoren.

### Verdeling van de zorg op macro-, meso- en microniveau
- Macroniveau: Landelijke politieke besluitvorming. Hier worden de verdeling van de financiële middelen vastgesteld. Naast politieke kleur van de regering is ook de invloed van publieke opinie, belangenorganisaties en patiëntenverenigingen op de besluitvorming van betekenis.
- Mesoniveau: De verdeling van de financiële middelen over de verschillende sectoren. De overheid is hiervoor verantwoordelijk. Daarnaast hebben de Ziekenfondsraad, de Gezondheidsraad en de Nationale Raad voor de Volksgezondheid een grote invloed.
- Microniveau: Het niveau van de zorg zelf, ziekenhuis of inrichting. Beslissingen worden genomen in teamverband en kennen een persoonlijke sfeer, de patiënt is hier geen statistische eenheid.

Op microniveau spreken we vaak van medische ethiek en op macroniveau van Gezondheidsethiek. In de onderzoekspraktijk spreekt men van Bio-ethiek.
De drie niveaus staan niet los van elkaar, maar zijn in elkaar vervlochten: beslissingen op macroniveau hebben invloed op het microniveau.

### De legitimatie van de gezondheidszorg: Callahan en Daniels
Om gezond te blijven geeft men in onze maatschappij jaarlijks miljarden euro's uit. Volgens de Amerikaanse gezondheidsethicus Daniel Callahan ligt daar het probleem: de gezondheidszorg wil aan onze gezondheidseisen tegemoetkomen. De schaarste is een mentaliteitsprobleem dat zich uit in een verabsolutering van het gezondheidsverlangen. Callahan stelde dat gezondheid een middel moest zijn tot het bereiken van bepaalde doeleinden. Door een gewijzigde levensoriëntatie zou de omvang en inhoud van de medische zorg duidelijk worden. Individualisme en pluralisme hebben bijgedragen aan de schaarste in de zorg. Het zou zinvol zijn om een oplossing te zoeken die recht doet aan de individualistische, pluriforme liberale samenleving.
De Amerikaanse filosoof Norman Daniëls stelde dat iedereen recht heeft op de mogelijkheden die voor ieder individu in de samenleving open staan (normal opportunity range). Ziekte en gebrek beknotten de mens in zijn genot om aan de samenleving deel te nemen; de gezondheidszorg probeert dat genot weer te herstellen. De belangrijke rol van de gezondheidszorg moet door de overheid gegarandeerd worden. Toch zullen mensen die over meer financiële middelen beschikken, meer zorg kunnen kopen. Volgens Daniels is dit aanvaardbaar, mits een minimum aan bestaande zorg gegarandeerd blijft (denk aan privéklinieken).

### Verdelingscriteria
verdelen volgens behoefte
Het standpunt van Daniels dat iedereen een minimum aan zorg nodig heeft werpt twee vragen op: 
- Moet men uitgaan van de behoefte aan medische zorg?
- Moeten we uitgaan van de effecten van de medische behandelingen in relatie tot hun kosten?

Het behoeftenmodel stelt dat zorg verdeeld moet worden op grond van de vraag naar noodzakelijkheid van de behandeling. Probleem is echter dat de geneeskunde behoeften creëert met nieuwe technieken, maar ook dat behoeften per individu verschillen. Zo is een correctie van een neus uit esthetische overwegingen niet noodzakelijk, maar als deze persoon zware psychische problemen van zijn neus ondervindt, is het wel noodzakelijk.
Verdelen op basis van kosten en baten
Behoeften zijn een slechte maatstaf voor de verdeling van medische zorg. Een beter criterium is het maken van een kosten/baten analyse. De kosten voor medische behandelingen kunnen echter niet omgezet worden in x-levensjaren. Levensjaren zijn geen zegen voor de patiënt als dit met pijn gepaard gaat en ook voor ouderen gaat deze maat slecht op. Hierop werd geantwoord met de QALY, de Quality Adjusted Life Years, een maat waarin de kosten van de medische behandeling in verband worden gebracht met het aantal levensjaren vermenigvuldigd met een correctiefactor voor de kwaliteit van die levensjaren. Dit werpt een nieuw probleem op: hoe bepaal je de kwaliteit van iemands leven? Daarnaast worden ouderen en chronisch zieken door de QALY benadeeld: gewonnen levensjaren tellen niet echt meer voor de eerste categorie, en de tweede wil zijn lijden verlicht zien.

### Ethische argumentatievormen in de verdeling van de zorg
Utilisme en Egalitarisme
Het kosten-batenmodel is een consequentalistische benadering: de morele aspecten van een behandeling worden beoordeeld op de uitkomsten die de behandeling teweegbrengt. Men onderscheidt hierin het utilisme en het egalitarisme. De utilistische benadering van de gezondheidszorg streeft naar een verdeling van zorg met een zo gunstig mogelijk effect op een zo groot mogelijk deel van de bevolking. Het effect wordt berekend in gewonnen levensjaren of QALY's. Egalitaristen streven naar een zo groot mogelijke gelijkheid in de gezondheidszorg: patiënten met de grootste achterstand moeten het eerst geholpen worden. Utilisme en egalitarisme gaan wel voorbij aan het criterium wat gemeten moet worden: de kwantiteit van levensjaren of (ook) de kwaliteit van leven.
Procesgerichte benaderingen
Zowel utilisme en egalitarisme gaan voorbij aan de fundamentele gelijkwaardigheid van mensen. De deontologische ethiek gaat uit van de gelijkwaardigheid van individuen: iedereen dient op gelijkwaardige manier behandeld te worden.
Gelijkheid en ongelijkheid
In onze samenleving heerst consensus over de behandeling van individuen: ras, huidskleur en sekse mogen niet uitmaken of men de zorg krijgt die men nodig heeft. Toch zijn er een aantal criteria die de discussie doen oplaaien: leeftijd, persoonlijke verantwoordelijkheid, verdienste voor de samenleving en betekenis voor de directe omgeving.
- Leeftijd als criterium

In de Verenigde Staten vreest men dat de zorg voor ouderen uiteindelijk de gezondheidstoestand van jongeren in gevaar brengt. Vooral Daniels stelt, in Am I my parents' keeper? (1988), dat de verhouding naar generaties moet worden opgebouwd: we worden allemaal ouder, dus we krijgen allemaal te maken met een vermindering van zorg. Volgens Daniels is dit geen vorm van discriminatie. In navolging van John Rawls stelt Daniels dat men zich moet verschuilen achter een veil of ignorance (sluier van onwetendheid) met betrekking tot de verdeling van de schaarse medische zorg. De zorg moet aangepast worden aan het normale scala van vaardigheden dat iemand kan vertonen dat nu door de ziekte wordt ingeperkt. Callahan huldigt in Setting limits (1987) een soortgelijk standpunt: bij schaarse medische zorg zullen mensen eerder kiezen voor een gemiddelde leeftijd (natural life span) waarin men voldoende ontplooiingskansen heeft gehad, en een aanvaardbare dood (tolerable death). Levensreddende technologie moet alleen voor die natural life span worden ingezet (Callahan zet deze op 75 jaar). Ouderen hebben in Callahans ogen meer baat bij verlichting van hun lijden dan bij verlenging van hun leven.
Het werk van zowel Daniels als Callahan is zwaar bekritiseerd door gerontologen. De ouderen worden als bevolkingsgroep gediscrimineerd. Meer verzorging zal een toenemende druk op de bestaansmiddelen uitoefenen, waardoor ook rantsoenering optreedt. Er is tevens geen consensus over de natural life span.
- Persoonlijke verantwoordelijkheid

Mag de maatschappij eisen stellen aan degenen die een beroep doen op medische zorg? Mensen met een verslaving of onverantwoord gedrag vertonen zouden achteraan in de rij geplaatst moeten worden. Anderzijds kan men stellen dat er geen sprake meer is van een keuze als de drug of drank zijn verslavende werking heeft gekregen. Is er dan nog vrije keuze? Deze vraag is niet eenduidig te beantwoorden. Welke zaken kunnen als risicovol worden aangewezen? De ramen lappen op een ladder is ook risicovol. Er zijn dus geen eenduidige criteria aan te wijzen voor een zogenaamde ongezonde levenswijze.
- Verdienste voor de samenleving

Verdienste voor de samenleving is nauwelijks te handhaven: wat is die verdienste en hoe meten we haar belangrijkheid voor de samenleving? In de toekomst kunnen deze verdiensten heel anders ingeschat worden
- Betekenis voor de directe omgeving

Moeten ouders van kinderen voorrang krijgen bij medische zorg omdat zij voor die kinderen moeten zorgen? Dit criterium is net zomin te handhaven: niemand is onmisbaar. Het is discriminerend tegenover mensen die geen kinderen kunnen of willen krijgen.
Loting en wachtlijst
Radicale deontologische auteurs menen dat een loterij de meest rechtvaardige verdeling van de medische zorg is. Door de lotingsprocedure krijgt iedereen een eerlijke kans. Nadeel is dat iemand die geruime tijd wacht op behandeling kan worden uitgesloten door iemand die net wordt binnengebracht. Anderen menen daarom dat het principe van 'wie het eerst komt, die het eerst maalt' een betere oplossing is. De wachtlijst die dan ontstaat heeft geen zin meer als de kritische lengte wordt overschreden, of als patiënten in acute nood verkeren. Als de laatste eerder geholpen worden, is dit in strijd met het principe.

### Procedurele rechtvaardigheid
De deontologische benadering stelt voor om de inhoudelijke definitie van de verdelingscriteria waarin besloten wordt over de vergelijkbare behandeling, zo eerlijk mogelijk wordt gemaakt. Doordat individuen hun voorkeur mogen uiten, garandeert het procedurele concept een gelijkwaardige behandeling. Verder doet het recht aan het respect voor de autonomie. Een beslissing ten aanzien van het individu mag alleen worden genomen met de vrije instemming van het betreffende individu. Procedurele rechtvaardigheid biedt een oplossing voor de verdeling van de schaarse medische zorg, maar sluit ook aan bij het idee van democratische besluitvorming. In Oregon in de VS poogde de regering de bevolking actief in dit besluitvormingsproces te betrekken: men stelde een prioriteitenlijst op met de behandeling die aan iedereen vergoed moet worden (de meest gekozen medische behandeling) tot aan de behandeling die gedeeltelijk of niet vergoed moet worden. Door middel van prioritering hoeft de arts niet meer te beslissen: dat hoort de samenleving voor hem te doen. Deze procedure heeft als voordeel dat belangengroepen hun eisen in meer of mindere mate bij beleidsmakende instanties op macro- en mesoniveau kunnen inwilligen. De vraag wie de meeste prioriteit als belangengroep heeft, zal voor fricties zorgen, wat de angel van de procedurele rechtvaardigheid blootlegt. Callahan stelde dat we eerst een conceptie van het goede leven moeten hebben voordat we de gezondheidsvraag kunnen verdelen. Hiertegenover staat dat in deze pluralistische samenleving geen consensus bestaat over het goede leven, en dat we het op procedurele wijze moeten oplossen.

### Schaarste en dood
De verdelingsproblematiek hangt voor een deel samen met maatschappelijke waarden en ideologische concepties en met het mensbeeld dat men hanteert. Dit bemoeilijkt de consensus. De utilistische en deontologische conceptie kunnen de schaarste niet uitbannen. Dit kan evenmin van de technologie verwacht worden. Volgens de Nederlandse filosoof Hans Achterhuis speelt de medische wetenschap in op de wens om het leven zo lang mogelijk te rekken: het uitsluiten van de dood. De schaarste in de zorg is dan een cultureel probleem, een attitudeverandering ten opzichte van onze sterfelijkheid zou de schaarste kunnen overwinnen.